# Megachile voiensis
Megachile voiensis is een vliesvleugelig insect uit de familie Megachilidae. De wetenschappelijke naam van de soort is voor het eerst geldig gepubliceerd in 1937 door Cockerell.